# 上海植物园
上海植物园位于中華人民共和國上海市徐汇区龙吴路1111号，是該國最大的市级植物园，占地面积81.86公顷。

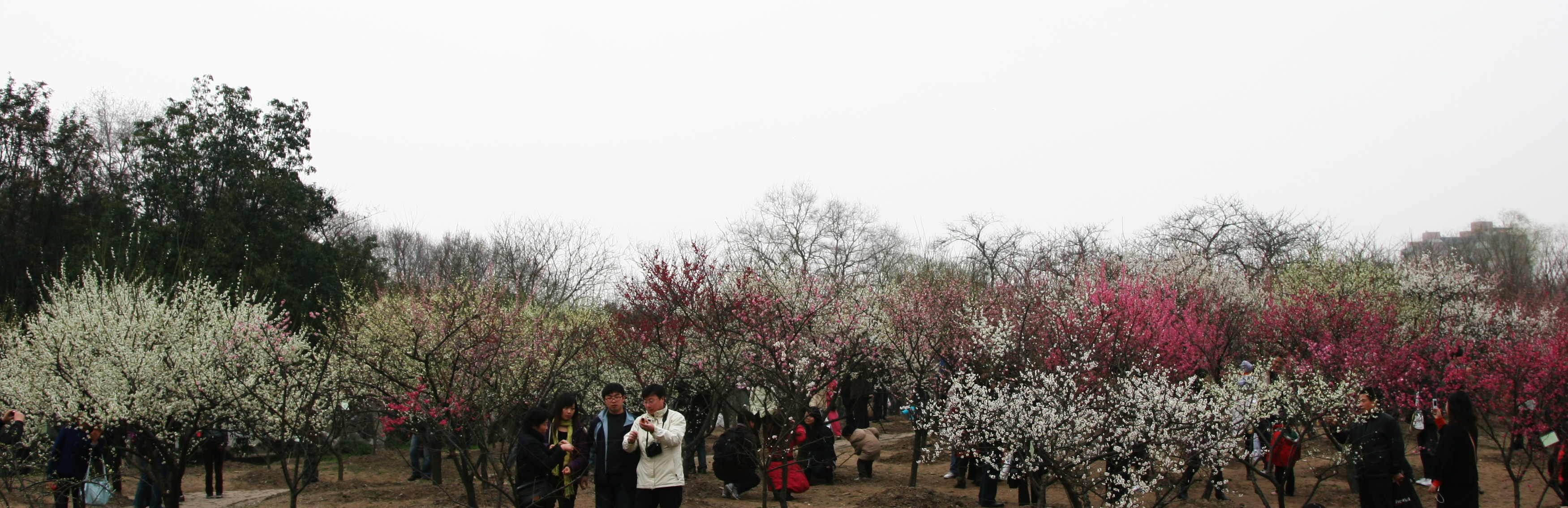
上海植物园梅花盛开，吸引了大批游客和摄影爱好者

上海植物园多年以来不断从国内外广泛收集了各种观赏植物，其中不乏有许多珍稀、濒危植物曾多次在国际评比中获奖。园内设有盆景园、牡丹园、桂花园、蔷薇园、槭树园、松柏园、草药园、竹园、兰室等17个园区。其中盆景园占地4公顷，是世界上最大盆景园之一，汇集了以沪派风格为主的盆景精品2,000多盆。蔷薇园里的樱花区是上海樱花种植最为集中的区域，种有日本晚樱、东京樱、豆樱、八重红大岛樱等20多个樱花品种。占地面积11,150平方米的兰室内培植了夏兰、秋兰、寒兰，报岁兰等300余种，朱德元帅和张学良将军以及日本友人也寄赠了不少珍贵品种。4,900平方米温室内展示了世界各地的植物3500余种。自1974年建园以来共接待了1,500多万人次的国内外宾客。上海植物园也是沪上摄影爱好者喜爱的外拍景点之一。上海植物园每年的春季和秋季都会举办花展。

## 大事记
- 1954年，龙华苗圃落成
- 1974年，改名为上海植物园
- 1978年4月，上海植物园正式对外开放
- 2022年1月起，上海植物园免费开放

## 地理位置
东至龙吴路，西至龙川北路，南至百色路，北至罗城路。

## 温室
- 大型温室，外形象一个金字塔，内部有高空观景走廊，可乘电梯到达。
- 沙生植物馆。

## 门票
上海植物园自2022年1月1日起门票免费。

- 门票：免费。

## 交通线路
- 公交线路
  - 56路
  - 111路
  - 131路
  - 720路
  - 820路
  - 824路
  - 973路
- 地铁
  - 3号线石龙路站

## 附近
- 上海中学
- 黄道婆墓
- 上海南站